# Mirne (Melitópol)
Mirne (en ucraniano: Мирне, romanizado: Myrne; en ruso: Мирное, romanizado: Mirnoye) es un pueblo ucraniano perteneciente al óblast de Zaporiyia. Situada en el sur del país, forma parte del raión de Melitópol y es centro del municipio (hromada) de Mirne. 
El lugar está ocupado por Rusia desde marzo de 2022 en el marco de la invasión rusa de Ucrania.

## Geografía
Mirne está en la orilla derecha del río Molochna, 15 km al norte de Melitópol.

## Historia
El pueblo fue fundado en 1951, tomando el nombre de Mirne en 1953, para los trabajadores que tenían que excavar el canal de los ríos Dniéper y Molochna. Mirne recibió el estatus de asentamiento de tipo urbano en 1987.
El 3.º centro regional de reacción rápida del ejército ucraniano D0130 está estacionado aquí.
Hasta el 18 de julio de 2020, Mirne fue parte del raión de Yakimivka. El raión fue abolido en julio de 2020 como parte de la reforma administrativa de Ucrania, que redujo el número de raiones del óblast de Zaporiyia a cinco. El territorio del raión de Yakimivka se fusionó con el raión de Melitópol.En 2023, Mirne perdió el estatus de asentamiento de tipo urbano en la legislación ucraniana debido a la eliminación de este estatus administrativo.
Mirne cayó en manos de las tropas al comienzo de la invasión rusa de Ucrania de 2022. El 12 de julio de 2022, Iván Fedorov (alcalde ucraniano de Melitópol) informó sobre un incendio en Mirne en la base del Servicio de Emergencia del Estado y el 28 de agosto informó sobre la destrucción de un edificio en el que se hacían los preparativos de los referéndums ilegales de anexión a Rusia.

## Demografía
La evolución de la población de Mirne entre 1989 y 2021 fue la siguiente:
| 3421                                                          | 3111 | 3111 | 3086 | 2944 | 2859 |
| (Fuente: Cities & Towns of Ukraine y UKRAINE: Größere Städte) |      |      |      |      |      |

Según el censo de 2001, el 60,8% de la población son ucranianos, el 36,6% son rusos y el resto de minorías son principalmente bielorrusos (0,7%). En cuanto al idioma, la lengua materna de la mayoría de los habitantes, el 63,9%, es el ruso; del 35,17% es el ucraniano.

## Economía
La principal actividad económica de la ciudad es la minería del hierro. Sus yacimientos tienen una cantidad de hierro de hasta el 68%, únicos de su tipo en Europa y sólo comparables con algunos encontrados en Argentina y Brasil.

## Infraestructura

### Arquitectura, monumentos y lugares de interés
Al este de Mirne se encuentra Kamiana Mogila, una colina de arenisca con petroglifos que datan del Mesolítico, y un museo adjunto.

### Transporte
El asentamiento tiene acceso a la autopista M18 que conecta Zaporiyia y Melitópol. La estación de tren más cercana, la estación de tren de Obilna, a unos 10 kilómetros al oeste del asentamiento, se encuentra en la vía férrea que conecta Zaporiyia y Melitópol.